# Andropogon gayanus
Andropognon gayanus est une plante de la famille de Poaceae et appartenant au genre Andropogon.
Espèce
Synonymes
- Andropogon gayanus var. aquamulatus (Hochst.) Stapf[1]
- Andropogon infrasulcatus Reznik[1]
- Andropogon reconditus Steud.[1]
- Cymbachne guineensis (Schumach.) Roberty[1]
- Sorghum gayanum (Kunth) Kuntze[1]

## Liste des variétés
Selon Tropicos (25 décembre 2017) (Attention liste brute contenant possiblement des synonymes) :
- Andropogon gayanus var. aquamulatus (Hochst.) Stapf
- Andropogon gayanus var. argyrophaeus Stapf
- Andropogon gayanus var. argyrophoeus Stapf
- Andropogon gayanus var. bisquamulatus (Hochst.) Hack. (1889)
- Andropogon gayanus var. cordofanus (Hochst.) Hack.
- Andropogon gayanus var. gayanus
- Andropogon gayanus var. glaucus Vanderyst
- Andropogon gayanus var. monostachyus Vanderyst
- Andropogon gayanus var. polycladus (Hack.) Clayton (1977)
- Andropogon gayanus var. squamulatus (Hochst.) Stapf
- Andropogon gayanus var. tridentatus Hack. (1889)